# Донбаська операція (1942)
Не варто плутати з Донбаськими операціями 1941 та 1943 років
Донбаська операція (1942) — стратегічна оборонна операція радянських військ Південного та лівого крила Південно-Західного фронтів в ході проведення військами Вермахту операції «Блау» під час Другої світової війни.

## Зміст операції
Після успішного розвитку подій в ході Воронезько-Ворошиловградської операції та виходу німецьких військ в район Воронежа командування Вермахту, перегрупувавши сили, планувало завершити оточення радянських військ Південно-Західного (маршал Радянського Союзу С. К. Тимошенко) і Південного (генерал-лейтенант Р. Я. Малиновський) фронтів. Виконання цього завдання покладалося на дві групи армій: «B» (німецькі 2-га А, 4-та ТА та 6-та А, угорська 2-га А; генерал-фельдмаршал Ф. фон Бок, з 13 липня — генерал-полковник М. фон Вейхс) та «A» (німецькі 1-ша ТА і 17-та А, італійська 8-ма А; генерал-фельдмаршал В. Ліст).
У ніч на 7 липня 1942, з'ясувавши задум противника, Ставка ВГК, віддала наказ на відведення війська цих фронтів на нові рубежі. 8 липня, коли командування військами Вермахту виявило факт відході військ Червоної армії із займаних рубежів, негайно організувало переслідування силами 6-ї А генерала танкових військ Ф. Паулюса та 1-ї ТА генерал-полковника Е. фон Клейста. Відведення військ фронтів проходило організовано, і німецькі війська не змогли реалізувати свій план з їх оточенню.
З 7 по 11 липня, намагаючись вивести свої формування з-під ударів військ противника, праве крило та центр Південного фронту організовано відійшли на рубіж Денежникове, Трьохізбенка, Красний Луч. Проте, танковому угрупованню німецьких військ вдалося прорватися в смузі Південно-Західного фронту. До кінця 11 липня основні сили фронту, охоплені з північного сходу і сходу і атаковані із заходу, опинилися змушеними вести важкі бої південніше й західніше Кантемирівки. У цій обстановці за наказом Ставки 57-ма, 28-ма, 38-ма і 9-та армії Південно-Західного фронту були передані до складу Південного фронту, якому ставилося завдання зупинити наступ противника.
До кінця 11 липня в смузі Південно-Західного фронту обстановка вкрай ускладнилася. З'єднання 6-ї польової армії вийшли в район Дегтево, а передові частини 4-ї ТА генерал-полковника Г.Гота досягли Розсоші. Основні сили фронту були змушені вести важкі бої в напівоточенні. У наступні чотири дні 4-та ТА досягла Міллерово, Морозовська, а 1-ша ТА — Каменськ-Шахтинського. Подальше просування формувань 4-ї ТА на південь створювало реальну загрозу оточення військ Південного фронту, що оборонялися в Донбасі, прориву до Сталінграда і на Північний Кавказ.
15 липня 1942 Ставка наказала відвести війська Південного фронту за Дон в його нижній течії і організувати міцну оборону по лівому березі від Верхнекурмоярського і далі по рубежу Ростовського УР. 17 липня німецькі війська опанували Ворошиловград, 19 липня — Краснодон, 20 липня — Ровеньки. При відході військ фронту противник, скориставшись неприкритою ділянкою від Каменськ-Шахтинського до Костянтинівського, прорвався на Ростов, 22 липня був захоплений Новочеркаськ, а 24 липня противник оволодів містом Ростов.
56-та армія, що оборонялася в Ростовському УР, відійшла на лівий берег Дону. До кінця 25 липня війська Південного фронту закріпилися на цьому березі від гирла Маничського каналу до Азова. До складу Південного фронту були передані і війська Південно-Західного фронту, що опинилися в смузі його дій. Інші сили Південно-Західного фронту відходили у великий закрут Дону. Надалі вони увійшли до складу Сталінградського фронту. У результаті Донбаської операції радянські війська під ударами переважаючих сил ворога остаточно залишили Донбас і багаті сільсько-господарські райони правобережжя Дону. Противнику вдалося захопити Ростов, форсувати Дон і створити ряд плацдармів на лівому березі. Водночас, військам Вермахту не вдалося оточити і знищити радянські війська на південь від Воронежа.